# Чжу Чэньцзе
Чжу Чэньцзе (кит. трад. 朱辰傑, упр. 朱辰杰; 23 августа 2000, Шанхай) — китайский футболист, центральный защитник клуба «Шанхай Шеньхуа» и национальной сборной Китая.

## Клубная карьера
С 2011 по 2018 год выступал в футбольной академии Гэньбао. В марте 2018 года стал игроком молодёжной команды клуба «Шанхай Гринлэнд Шеньхуа». Позднее в том же году стал игроком основного состава. 22 июля 2018 года дебютировал в основном составе «Шанхай Гринлэнд Шеньхуа» в матче китайской Суперлиги против «Хэнань Цзянье». На момент дебюта в чемпионате Китая ему было 17 лет и 333 дня, и он стал самым молодым игроком, выходившим в стартовом составе клуба за всю его историю. 30 сентября 2018 года Чжу забил свой первый гол за команду в матче против «Гуанчжоу Фули», став самым молодым автором гола в истории клуба: на тот момент ему было 18 лет и 38 дней.

## Карьера в сборной
7 июня 2019 года Чжу дебютировал в составе главной национальной сборной Китая в матче против сборной Филиппин, выйдя на замену Цзи Сяну на 33-й минуте игры.